# Amar é Para os Fortes
Amar é Para os Fortes é uma série de televisão brasileira produzida pelo Prime Video em parceria com Pródigo Filmes. A série é livremente inspirada em AMAR é Para os FORTES, sétimo álbum de estúdio do rapper brasileiro Marcelo D2, lançado em 2018. O disco lançado em multi-mídia deu origem também a um filme homônimo de média-metragem.. A primeira temporada teve sua estreia em 17 de novembro no streaming. 
Escrita por Camila Agustini, Daniel Castro, Rafael Souza Ribeiro, Yasmin Thayná e Geovani Martins, tem direção de Kátia Lund, Yasmin Thayná e Daniel Lieff. Conta com atuações de Mariana Nunes, Tatiana Tiburcio, Breno Ferreira e Maicon Rodrigues nos papeis principais.

## Enredo
Rita (Tatiana Tiburcio) perde seu filho de 11 anos, para a violência policial, e Edna (Mariana Nunes) é mãe de Digão (Maicon Rodrigues), o policial que matou a criança. Buscando justiça e redenção, ambas irão enfrentar a corrupção policial e a falha do sistema judiciário. Rita terá o apoio de seu filho mais velho, o artista plástico Sinistro (Breno Ferreira), que, junto com a comunidade da Maré, lutará por justiça pelo irmão mais novo. 

## Elenco
- Mariana Nunes como Edna
- Tatiana Tiburcio como Rita
- Breno Ferreira como Sinistro
- Maicon Rodrigues como Digão
- Bukassa Kabengele como Rodrigo
- Rui Ricardo Diaz
- Vilma Melo como Marilucia
- Clara Moneke como Peixe
- Sain Ott como Suchi

## Produção

### Desenvolvimento
As primeiras reuniões para concepção da série começaram em 2018. Em 15 fevereiro de 2022, a Amazon anunciou a produção de uma série criada por Marcelo D2 e inspirada em um disco de mesmo nome do rapper. A primeira temporada da série conta com direção de Kátia Lund, co-diretora do sucesso Cidade de Deus (2002). Em contribuição com Lund, Yasmin Thayná e Daniel Lieff também assumem postos de direção. A escrita do roteiro da primeira temporada, além da criação original de Marcelo D2 em parceria com Antonia Pellegrino, contou com a colaboração de Camila Agustini, Daniel Castro, Rafael Souza Ribeiro, Yasmin Thayná e Geovani Martins. A produção da série é realizada pela companhia Pródigo Filmes, que atua em parceria com a Amazon Prime Video.

### Filmagens
As gravações da primeira temporada ocorreram a partir de meados de fevereiro de 2022 com locações inteiramente no Complexo da Maré, no Rio de Janeiro.